# 10388 Чжугуаня
10388 Чжугуаня (10388 Zhuguangya) — астероїд головного поясу, відкритий 25 грудня 1996 року.
Тіссеранів параметр щодо Юпітера — 3,116.
Названо на честь китайського фізика-ядерника, академіка Китайської АН Чжу Гуаня (кит.: 朱光亞, 1924 — 2011).